# Albreda
Albreda és una població de Gàmbia, a la Divisió Nord, districte d'Upper Niumi, amb una població superior als dos mil habitants, i unida de facto a Juffureh formant un nucli amb més de sis mil habitants.
Fou fundada per comerciants francesos el 1681 en un territori cedit pel rei (mansa) Niumi. L'abolició del comerç d'esclaus el 1807 va suposar la pèrdua de la seva importància. Els francesos la van abandonar pràcticament als anys 1830, però s'hi van mantenir nominalment fins al 1857 quan la van cedir als britànics. Disposa d'un Museu dedicat a l'esclavatge a l'edifici del Germans Maurel, que és una construcció britànica dels anys 1840 on després es van establir els germans libanesos Maurel, dedicats al comerç; és notable també l'edifici de l'antiga seu de la Companyia Francesa de l'Àfrica Occidental (CFAO), Patrimoni de la Humanitat si bé probablement mai fou utilitzat pels esclaus, ja que la construcció data de 1847, més de deu anys després que dos fortificacions bessones a Bathurst i Barra tanquessin el riu al tràfic d'esclaus; a la planta baixa hi ha una botiga i al pis superior hi ha el que queda dels quarters de la CFAO i residència dels seus agents. A Albreda es troba també un edifici en runes anomenat «la factoria», una estació d'esclaus fortificada construïda pels francesos a la darreria del segle xvii.

## Fort Albreda
El Fort Albreda fou un establiment comercial i centre d'esclaus a la riba nord del riu Gàmbia, fundat pels francesos vers el maig del 1681. Estava situada a l'oest de Juffureh (antic establiment curlandès) i gairebé enfront de l'illa de Sant Andreu, rebatejada pels britànics James Island, on estava el fort James (abans fort Jakob)
El territori d'Albreda fou cedit pel rei local Niumi Mansa, a comerciants francesos, ja que el seu poble, els mandings, era dependent del comerç amb els europeus. L'establiment no fou mai gaire gran tot i que s'estenia per Juffureh (població situada a poc més d'un km), on els curlandesos havien establert algun edifici de fusta però que els britànics tenien abandonada. Albreda posava fi al monopoli comercial dels britànics sobre el riu Gàmbia i iniciava les disputes entre francesos d'Albreda i britànics de Fort James (situada a uns 3 km). Hi ha haver tensions i escaramusses periòdiques. Del 27 de juliol de 1695 a l'abril de 1699 el governador francès d'Albreda va tenir el control de tots els establiments del Gàmbia degut a l'evacuació temporal britànica. Albreda és considerat l'establiment d'esclaus més utilitzat de la regió. El 1757, durant la Guerra dels Set Anys, Fort James, amb l'ajut de vaixells anglesos navegant per la zona, van poder rebutjar un atac de pirates francesos que segurament tenien el suport dels francesos de Fort Albreda, la qual fou atacada i cremada, mentre que vaixells britànics ocupaven les colònies franceses al Senegal.
L'abolició del comerç d'esclaus el 1807 va suposar la pèrdua de la seva importància. Els francesos s'hi van mantenir fins al 1857 quan la van cedir als britànics. Avui dia les instal·lacions pels esclaus estan en runes i només dues edificacions (més l'illa de Kunta Kinteh) són Patrimoni de la Humanitat de la UNESCO; s'ha establert a la població Albreda-Juffureh (o Albadarr-Juffureh, que estan pràcticament unides amb una població de més de 6.000 habitants) un Museu dedicat a l'esclavatge a uns 500 metres de l'antiga seu de la CFAO a l'edifici del Germans Maurel, que és una construcció britànica dels anys 1840 on després es van establir els germans libanesos Maurel, dedicats al comerç. A Juffureh hi ha les runes d'una capella portuguesa del segle xv dedicada a Santo Domingo (després anomenada Sandi Munko Joyo), probablement la més antiga d'Àfrica Occidental, i Patrimoni de la Humanitat; a Albreda hi ha l'edifici de la Companyia Francesa de l'Àfrica Occidental (CFAO), també Patrimoni de la Humanitat si bé probablement mai fou utilitzat pels esclaus, ja que la construcció data de 1847, més de deu anys després que dos fortificacions bessones a Bathurst i Barra tanquessin el riu al tràfic d'esclaus; a la planta baixa hi ha una botiga i al pis superior hi ha el que queda dels quarters de la CFAO i residència dels seus agents. A Albreda es troba també un edifici en runes anomenat "la factoria", una estació d'esclaus fortificada construïda pels francesos a finals del segle xvii. A Juffureh viu la família Kinteh, un membre de la qual va narrar la història de Kunta Kinteh a l'escriptor Alex Haley que la va fer popular al llibre "Roots" i després en una sèrie de televisió. El nom de Kunta Kinteh es va donar a la propera illa James (abans Sant Andreu) per ordre del president Jammeh; a l'illa també hi ha les runes del fort i el que segurament fou una casa d'esclaus.